# Album în concert
Un album în concert (engl. live album) este un album înregistrat în timpul unui concert muzical. De regulă, cântecele cuprinse pe un astfel de album se regăsesc pe unul sau mai multe albume de studio anterioare; este posibil ca într-un album de concert să se regăsească preluări sau piese proprii nelansate pe disc.